# Xestocephalus cristifer
Xestocephalus cristifer är en insektsart som beskrevs av Logvinenko 1981. Xestocephalus cristifer ingår i släktet Xestocephalus och familjen dvärgstritar. Inga underarter finns listade i Catalogue of Life.